# Gareth Cooper
Pour les articles homonymes, voir Cooper.
Pas d'image ? Cliquez ici

a Compétitions nationales et continentales officielles uniquement.

b Matchs officiels uniquement.
Dernière mise à jour le 23/02/2017.
Gareth James Cooper est un joueur de rugby à XV gallois, né le 7 mai 1979 à Bridgend (Pays de Galles). Il compte 46 sélections avec l'équipe du Pays de Galles de 2001 à 2010, évoluant au poste de demi de mêlée.

## Carrière
Il commence sa carrière de joueur de rugby à XV comme ailier dans l'école de rugby de Pencoed RFC, un club qui a formé des joueurs comme Scott Gibbs et Gareth Thomas. Ensuite, Gareth Cooper rejoint le club anglais de Bath Rugby.
En 2003, le Pays de Galles réorganise le championnat et introduit des franchises, formées de plusieurs clubs, pour élever le niveau. Gareth Cooper rejoint les Celtic Warriors. Mais la franchise est liquidée dès l'été 2004; il signe alors chez les Newport Gwent Dragons.
Il fait ses classes dans les équipes de jeunes du pays de Galles. Très tôt, il franchit le palier. En 2001, il débuta avec l'équipe du Pays de Galles contre l'Italie. Il marque un essai au bout de huit minutes.
Il est le titulaire du poste de demi de mêlée pour la Coupe du monde 2003.
Il perd sa place en 2005 au profit de Dwayne Peel.
L'équipe du Pays de Galles dispose alors de deux bons demis de mêlée, que sont Dwayne Peel et Gareth Cooper, et qui sont récompensés en étant retenus pour la tournée des Lions en Nouvelle-Zélande durant l'été 2005.

## Clubs successifs
- Pencoed RFC
- 1998-2002 :  Bath Rugby
- 2003-2004 :  Celtic Warriors
- 2004-2007 :  Dragons
- 2007-2009 :  Gloucester Rugby
- 2009-2010 :  Cardiff Blues

## Sélection nationale
- 46 sélections avec l'Équipe du Pays de Galles de rugby à XV
- 45 points (9 essais)
- 1er match le 8 avril 2001 contre l'Italie.
- Sélections par année : 3 en 2001, 12 en 2003, 8 en 2004, 7 en 2005, 2 en 2006, 3 en 2007, 5 en 2008, 4 en 2009 et 2 en 2010
- Tournois des Six Nations disputés : 2001, 2003, 2004, 2005, 2006 et 2010
- Coupes du monde disputées : 2003 et 2007